# Китаб аль-джебр ва-ль-мукабала
«Краткая книга о восполнении и противопоставлении» (араб. كِتَابُ ٱلْمُخْتَصَرِ فِي حِسَابِ ٱلْجَبْرِ وَٱلْمُقَابَلَةِ‎) [kitaːbu‿l.muxtasˤari fiː ħisaːbi‿l.d͡ʒabri wa.l.muqaːbalati] — математический трактат Мухаммеда ибн Мусы аль-Хорезми начала IX века, от названия которого произошёл термин алгебра.

## Историческое значение
Трактат аль-Хорезми — важная веха развития арифметики и классической алгебры, науки о решении уравнений. Он на столетия определил характер алгебры как практической науки без аксиоматической основы. В трактате аль-Хорезми систематизировал и изложил арифметику в позиционной десятичной системе счисления и решение квадратного уравнения. В Европу трактат аль-Хорезми пришел с переводом на латинский язык в XII веке. Начало развития современной европейской математики связывают с этой книгой и именем аль-Хорезми.
Математик, философ и историк науки Рошди Рашед видит в книге аль-Хорезми глубину рассуждений и выдающуюся новизну. Он пишет:
Концепцию алгебры Аль-Хорезми теперь можно понять более точно: она касается теории линейных и квадратных уравнений с одним неизвестным, а также элементарной арифметики относительных двучленов и трёхчленов. Решение должно быть общего и вычисляемого характера одновременно, а также должно быть математически обоснованным, то есть основанным на геометрии. Ограничение степени, а также числа простых членов, объясняется сразу. С самого своего возникновения алгебра рассматривается как теория уравнений, решаемых с помощью радикалов, и алгебраических вычислений на связанных выражениях.

## Содержание
Трактат делится на три части:
- уравнения первой и второй степени с упражнениями;
- практическая тригонометрия;
- решения задач по распределению наследства.

Собственно к алгебре в современном понимании относилась лишь первая часть книги.
В своей книге аль-Хорезми описывает натуральные числа следующим образом:
Когда я рассмотрел, чего обычно хотят люди при расчетах, я обнаружил, что это всегда число. Я также заметил, что каждое число состоит из единиц и что любое число можно разделить на единицы. Более того, я обнаружил, что каждое число, которое может быть выражено от одного до десяти, превосходит предыдущее на одну единицу: после этого число десять удваивается или утраивается так же, как раньше это делали единицы: таким образом возникают двадцать, тридцать и т. д. до ста: затем сотня удваивается и утраивается так же, как единицы и десятки, вплоть до тысячи; ... и так далее до крайнего предела нумерации.

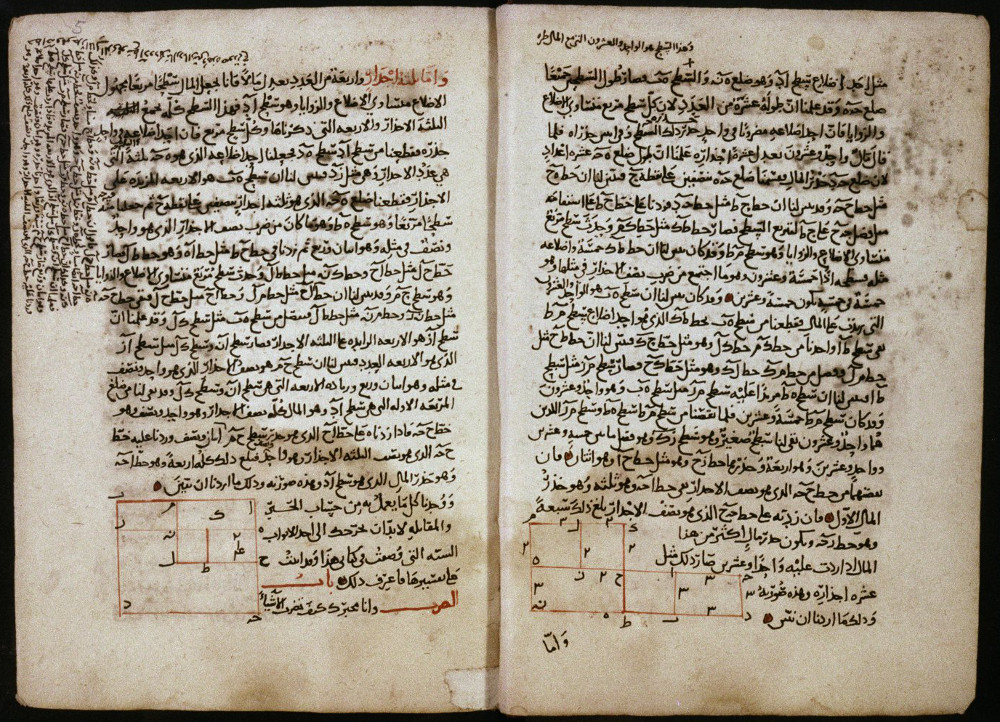
Страницы из арабской копии книги XIV века, демонстрирующие геометрические решения двух квадратных уравнений

В теоретической части своего трактата аль-Хорезми даёт классификацию уравнений 1-й и 2-й степени и выделяет шесть видов квадратного уравнения {\displaystyle ax^{2}+bx+c=0}:
- «квадрат» равен «корню» {\displaystyle ax^{2}=bx};
- «квадрат» равен свободному члену {\displaystyle ax^{2}=c};
- «корень» равен свободному члену {\displaystyle bx=c};
- «квадрат» и «корень» равны свободному члену {\displaystyle ax^{2}+bx=c};
- «квадрат» и свободный член равны «корню» {\displaystyle ax^{2}+c=bx} ;
- «корень» и свободный член равны «квадрату» {\displaystyle bx+c=ax^{2}}.

Такая сложная классификация объясняется требованием, чтобы в обеих частях уравнения стояли положительные коэффициенты, и при этом аль-Хорезми искал только положительные корни.
Охарактеризовав каждый вид уравнений он показывает на примерах правила их решения. Например, для уравнения {\displaystyle x^{2}+10x=39} он пишет следующее решение:
...квадрат и 10 корней равны 39 единицам. Таким образом, вопрос в этом типе уравнений заключается в следующем: каков квадрат, который в сочетании с десятью своими корнями даст общую сумму 39? Способ решения этого типа уравнений заключается в извлечении половины корней. Корни в задаче, стоящей перед нами, равны 10. Следовательно берем 5, что, умножив само на себя, даст 25, сумму, которую вы прибавите к 39, получив 64. Взяв затем квадратный корень из этого числа, равный 8, вычтите из него половину корней, то есть 5, получая 3. Таким образом, число три представляет собой один корень из этого квадрата, который сам по себе, конечно, равен 9. Таким образом, девять дает квадрат.

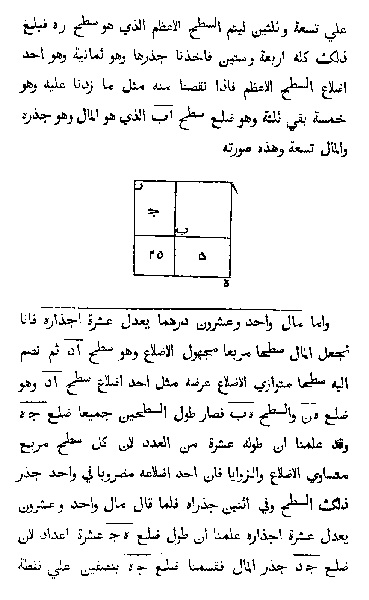
Страница из книги The Algebra of Mohammed ben Musa Фридриха Августа Розена, 1831 г.

Для трёх последних видов, когда решение не сводится к простому извлечению корня, аль-Хорезми даёт геометрическое доказательство этих правил.
Для приведения квадратно канонических видов аль-Хорезми вводит два действия. Первое из них, аль-джабр, состоит в перенесении отрицательного члена из одной части в другую для получения в обеих частях положительных членов. Второе действие — аль-мукабала — состоит в приведении подобных членов в обеих частях уравнения. Кроме того, аль-Хорезми вводит правило умножения многочленов. Применение всех этих действий и введённых выше правил он показывает на примере 40 задач.
Данные шесть типов уравнений на протяжении веков были «ядром» алгебры. Только в 1544 году Михаэлем Штифелем были допущены отрицательные коэффициенты, что позволило снизить количество типов уравнений.
Геометрическая часть
Геометрическая часть посвящена, в основном, измерению площадей и объёмов геометрических фигур. Также упоминаются приближения числа π, представленные тремя способами: {\displaystyle 3{\frac {1}{7}}}, {\displaystyle {\sqrt {10}}} и {\displaystyle {\frac {62832}{20000}}}. Последнее приближение, равное {\displaystyle 3.1416}, ранее появлялось в индийском трактате Ариабхатия в 499 г..
Практическая часть
В практической части автор приводит примеры применения алгебраических методов в решении хозяйственно-бытовых задач, при измерении земель, строительстве каналов. В «главе о сделках» рассматривается правило для нахождения неизвестного члена пропорции по трём известным членам, а в «главе об измерении» — правила для вычисления площади различных многоугольников, приближённая формула для площади круга и формула объёма усечённой пирамиды. К нему присоединена также «Книга о завещаниях», посвящённая математическим задачам, возникающим при разделе наследства в соответствии с мусульманским каноническим правом.

## Переводы
Книга сохранилась в арабской копии и нескольких переводах на латынь.